# Уязыбашево
Уязыбашево (баш. Өйәҙебаш) — село в Миякинском районе Башкортостана, входит в состав Большекаркалинский сельсовет.

## Географическое положение
Находится на западе Республики Башкортостан приблизительно в 200 км от  Уфы.
Расстояние до:
- районного центра (Киргиз-Мияки): 20 км,
- центра сельсовета (Большие Каркалы): 9 км,
- ближайшей ж/д станции (Аксёново): 63 км.

## Название
Уязыбаш — в переводе с башкирского означает исток реки Уязы.

## Население
| 2002 | 2009 | 2010 |
| ---- | ---- | ---- |
| 472  | ↗476 | ↘423 |

Национальный состав
В деревне проживают преимущественно чуваши.

## Инфраструктура
- Фельдшерско-акушерский пункт;
- Детский сад;
- Школа;
- Клуб.

## Экономика
- СПК «Восток».

## Школа
Первая школа открылась в 1887 году. Тогда в школе обучалось около 60 учащихся только мужского пола.
В 1985 году построено и сдано в эксплуатацию здание типовой школы.

## Религия
В селе есть православная часовня.